# Estadi José Antonio Anzoátegui
L'Estadi Olímpic General José Antonio Anzoátegui és un estadi multiusos de la ciutat de Puerto La Cruz, Veneçuela.
L'antic estadi va ser inaugurat el 8 de desembre de 1965, però fou demolit per tornar a ser construït per a la Copa America de 2007. Anteriorment fou anomenat Estadi Luis Ramos. L'estadi té una capacitat per a 37.485 espectadors. És la seu del club Deportivo Anzoátegui.

## Copa América 2007
Va ser una de les seus de la Copa Amèrica de futbol de 2007.
| Data       | Hora  | Equp 1 | Res. | Equp 2  | Ronda           |
| ---------- | ----- | ------ | ---- | ------- | --------------- |
| 2007-07-04 | 18.30 | Mèxic  | 0-0  | Xile    | Grup B          |
| 2007-07-04 | 20.45 | Brasil | 1-0  | Equador | Grup B          |
| 2007-07-07 | 20.50 | Xile   | 1-6  | Brasil  | Quarts de final |